# عصر انقلاب (روزنامه)
عصر انقلاب (و بعدها عهد انقلاب) نشریه‌ای حاوی اخبار و مقالات سیاسی بود که طی سال‌های ۱۲۹۳ تا ۱۳۰۳ شمسی در ایران منتشر می‌شد. مجموعهٔ کامل این دو نشریه در کتابخانهٔ ملی ایران در تهران موجود است.

## عصر انقلاب
نخستین شمارهٔ این نشریه در ۱۵ ربیع‌الاول ۱۳۳۳ (مصادف با ۳۱ ژانویه ۱۹۱۵) چاپ شد. عصر انقلاب تا شمارهٔ ششم به‌صورت هفته‌نامه و پس از آن دو یا سه بار در هفته منتشر می‌شد. صاحب امتیاز نشریه میرزا آقاخان همدانی، نمایندهٔ سابق مجلس، بود که بعدها نام خانوادگی «فریار» را برای خود انتخاب کرد. سردبیر عصر انقلاب تا شمارهٔ ۱۵، دبیر خلوت بود. در سرلوحهٔ عصر انقلاب، مشرب این نشریه چنین توصیف می‌شد که «این جریدهٔ ملی، آزاد و مستقل‌الافکار در حفظ منافع وطن و اساس حکومت ملی سخنرانی می‌کند». 
در آوریل ۱۹۱۵، عبدالمجید میرزا عین‌الدوله به نخست‌وزیری ایران رسید و عصر انقلاب به‌شدت با انتصاب او مخالف بود. یکی از مقالات چاپ‌شده در شمارهٔ ۲۹ عصر انقلاب دربارهٔ جنگ حهانی و امپراطوری عثمانی، باعث شد این نشریه در رجب ۱۳۳۳ (ژوئن ۱۹۱۵) توقیف شود. هرچند عصر انقلاب کمتر از یک سال عمر کرد اما یکی از نشریات اثرگذار ایرانی در زمان جنگ جهانی اول محسوب می‌شد زیرا برخلاف مواضع دولت وقت ایران، این نشریه از جبههٔ آلمان و عثمانی دفاع می‌کرد و به همین دلیل پس از مدت کوتاهی توقیف شد.
ناصرالاسلام، نمایندهٔ فومن در مجلس، به این توقیف اعتراض کرد و از فرمانفرما، وزیر داخله، توضیح خواست که چرا عصر انقلاب بدون حکم دادگاه و تذکر قبلی توقیف شده است. فرمانفرما در پاسخ او گفت: «به اقتضای مصالح دولتى این دو روزنامه توقیف شده است و بیش از این نمی‌توانم در مجلس توضیح بدهم». سپس محمدتقی بهار در مجلس به اعتراض برخاست و گفت: «این جواب غیر قانونى است... باید روزنامه‌نویس را ادب کرد... بنده استرحام بکنم درخواست می‌کنم که مقرر فرمایند در وزارت عدلیه یک محکمه که صلاحیت محاکمهٔ مطبوعات را داشته باشد مطابق قانون مطبوعات یا یک هیئت منصفه بنشیند و آن روزنامه‌نویس را که برخلاف قانون مطبوعات چیزى نوشته است محاکمه کنند و بعد از محاکمه چنانچه خلافکار است مجازات بدهند نه این که بدون محاکمه روح ادبیات ملت را اعدام بکنند».
قیمت هر شمارهٔ عصر انقلاب پنج شاهی بود و قیمت اشتراک سالانهٔ آن برای تهران ۴۰ قران، برای استان‌های دیگر ۴۵ قران، و برای خارج از ایران ۶۰ قران بود.

## عهد انقلاب
سه ماه بعد، نشریه با نام جدید عهد انقلاب و تحت امتیاز جداگانه‌ای که متعلق به میرزا آقاخان همدانی بود، منتشر شد. تنها ۱۳ شماره از عهد انقلاب به چاپ رسید؛ اولین شماره مورخ ۱۰ ذوالقعده ۱۳۳۳ (۲۱ سپتامبر ۱۹۱۵)، و آخرین شماره مورخ ۳ محرم ۱۳۳۴ (۱۱ نوامبر ۱۹۱۵) بود. تعطیلی عهد انقلاب، مصادف با توقیف چند نشریهٔ دیگر به‌خصوص نشریات پایگاه مخالفان دولت، و در آستانهٔ رویدادهایی بود که منجر به سفر ملی‌گرایان برجسته به شهر قم و درگرفتن ناآرامی و آشوب‌های گسترده شد.
قیمت اشتراک سالانهٔ عهد انقلاب برای تهران ۵۰ قران، برای استان‌های دیگر ۵۵ قران، و برای خارج از ایران ۶۰ قران بود.
هفت سال بعد، در ژوئیه و اوت ۱۹۲۳، شش یا هشت شمارهٔ دیگر از عهد انقلاب، تحت همان امتیاز نشر، به عنوان جایگزین نشریهٔ «امید» که سعید نفیسی سردبیر آن بود و در آن زمان توقیف شده بود، به چاپ رسید. پیش از آن، در سال ۱۹۲۲، یک شماره با عنوان عصر انقلاب و چهار شماره با عنوان عهد انقلاب برای پُر کردن خلا ناشی از توقیف روزنامهٔ شفق سرخ و با امتیاز شفق سرخ به سردبیری علی دشتی منتشر شده بود.
در ژوئیه ۱۹۲۵، نشریهٔ دیگری با عنوان عصر انقلاب منتشر شد که امتیاز آن متعلق به عبدالله فریار، پسر میرزا آقاخان همدانی، بود اما عمر کوتاهی داشت.